# Wydział Historyczny Narodowego Uniwersytetu Pedagogicznego im. Wołodymyra Hnatiuka w Tarnopolu
Wydział Historyczny – pododdział strukturalny Narodowego Uniwersytetu Pedagogicznego im. Wołodymyra Hnatiuka w Tarnopolu, utworzony w 1993 roku.

## Historia
Historia wydziału zaczyna się w Krzemieńcu, gdzie w czerwcu 1940 r. utworzono instytut nauczycielski. Jednym z jego pododdziałów strukturalnych był Wydział Historyczny, który kształcił nauczycieli dla szkół siedmioletnich. Pracę szkoły przerwała II wojna światowa. Po wyzwoleniu obwodu tarnopolskiego z rąk hitlerowskich najeźdźców, latem 1944 r. rozpoczęto przygotowania do szkolenia.
Wydział Historyczny funkcjonował do 1951 roku i został zamknięty. Specjalność nadal istniała na Wydziale Nauk Ogólnych, który działał do 1967 roku.
W 1992 r. wprowadzono specjalność „Historia” na podstawie Wydziału Geografii Instytutu Pedagogicznego w Tarnopolu. 31 sierpnia 1993 r. rektor Państwowego Instytutu Pedagogicznego w Tarnopolu V. Kravets podpisał rozporządzenie o utworzeniu Wydziału Historycznego.
18 października 2020 r. na terenie Wydziału Historycznego odsłonięto pomnik Wołodymyra Hromnickiego, ukraińskiego duchownego, działacza religijnego i publicznego, patrioty Ukrainy.

## Administracja Wydziału

### Dziekani
- Mykoła Aleksiewec (1993–2006)[3],
- Wiktor Sawenko (2006-2013)[4],
- Mykoła Barmak (2013-2016)[5],
- Wołodymyr Misko (od 2016)[6].

## Jednostki
- Katedra Historii Ukrainy, Archeologii i Działów Specjalnych Nauk Historycznych
- Katedra Historii Świata i Religioznawstwa
- Katedra Filozofii i Nauk Społecznych

## Źródła
- Історичний факультет // ТНПУ ім. В. Гнатюка.
- Микола Алексієвець, Істфак — це не тільки наука // Вільне життя, 17.6.2000.
- Микола Алексієвець, Історична освіта в Тернопільському державному педагогічному університеті ім. В. Гнатюка // Наукові записки ТДПУ ім. В. Гнатюка. Сер. Історія, Тернопіль, 2000, Вип. 10, s. 4–6.
- Микола Алексієвець, У державі — не провінційні // Свобода, 14.10.2003.
- Микола Алексієвець, Шляхом утвердження і визнання // Вільне життя, 18.10.2003.
- Микола Алексієвець, Історичний факультет: шляхом утвердження й визнання // Вільне життя, 18.5.2004, s. 2, (Куди піти вчитися?).
- Микола Алексієвець, Історичний факультет: шляхом утвердження й визнання // Наукові записки. Серія: Історія / Терноп. держ. пед. ун-т ім. В. Гнатюка, Т., 2003, Вип. 2, s. 3—7.
- Микола Алексієвець, Творимо правдиву історію України // Вільне життя, 27.4.2005, s. 2–3.
- Т. Колевінська, Майбутні історики мають знати... // Вільне життя, 27.2.2009, s. 6.
- Володимир Мороз, Волонтери-історики збирають старі простирадла й одяг // 20 хвилин, 28.9.2015.
- Микола Шот, Тернопільські студенти-історики передали українським воїнам маскувальні сітки // Урядовий кур'єр, 19.6.2020.